# Oktiabrskaja (rejon kryłowski)
Oktiabrskaja (ros. Октябрьская) – stanica w Rosji, w Kraju Krasnodarskim, w rejonie kryłowskim. W 2010 liczyła 11 252 mieszkańców.